# San Luis de Gaceno (ort)
San Luis de Gaceno är en ort i Colombia.   Den ligger i departementet Boyacá, i den centrala delen av landet, 100 km öster om huvudstaden Bogotá. San Luis de Gaceno ligger 395 meter över havet och antalet invånare är 2 579.
Terrängen runt San Luis de Gaceno är kuperad åt sydost, men åt nordväst är den bergig. San Luis de Gaceno ligger nere i en dal. Runt San Luis de Gaceno är det glesbefolkat, med 12 invånare per kvadratkilometer. San Luis de Gaceno är det största samhället i trakten. Omgivningarna runt San Luis de Gaceno är huvudsakligen savann.